# 天師捉妖
《天師捉妖》（英語：The Fearless Vampire Killers）是一套1967年的喜劇恐怖片，由羅曼·波蘭斯基執導，波蘭斯基本人及莎朗·蒂等主演。電影沿用了德古拉傳說的元素，描述一名吸血鬼獵人及他的助手到外西凡尼亞捉吸血鬼的故事。
此電影後改編為音樂劇吸血鬼之舞，1997年於維也納首演，由波蘭斯基執導。

## 演員表
- Jack MacGowran 飾 Abronsius教授
- 羅曼·波蘭斯基 飾 Alfred，教授的助手
- Ferdy Mayne 飾 Count von Krolock
- Iain Quarrier 飾 Herbert von Krolock
- Terry Downes 飾 Koukol，Krolock的僕人
- Alfie Bass 飾 Yoine Shagal，旅店主人
- Jessie Robins 飾 Rebecca Shagal
- 莎朗·蒂 飾 Sarah Shagal
- Fiona Lewis 飾 Magda, Shagal的女僕

## 外部連結
- 互联网电影数据库（IMDb）上《天師捉妖》的资料（英文）
- AllMovie上《天師捉妖》的资料（英文）
- TCM电影资料库上《天師捉妖》的资料（英文）
- "The Fearless Vampire Killers: A Tale of Two Versions" DVD Savant （页面存档备份，存于）
- "The Fearless Vampire Killers Retrospective by Scott Hutchins" Film Scope